# Niederentzen
Niederentzen là một xã ở tỉnh Haut-Rhin trong vùng Grand Est ở đông bắc Pháp. Xã này có diện tích 8,81 km², dân số năm 1999 là 366 người. Khu vực này có độ cao 205 mét trên mực nước biển.

## Dân số
| 1962                                   | 1968 | 1975 | 1982 | 1990 | 1999 | 2006 |
| -------------------------------------- | ---- | ---- | ---- | ---- | ---- | ---- |
| 207                                    | 226  | 263  | 312  | 320  | 322  | 366  |
| Số liệu từ năm 1962, dân số tính 1 lần |      |      |      |      |      |      |